# ДШК Арминия (Билефелд)
Арминия Билефелд (пълно име на немски: Deutscher Sportclub Arminia Bielefeld e. V.) е немски спортен клуб от Билефелд, провинция Северен Рейн-Вестфалия. Арминия предлага спортове като футбол, хокей на трева, фигурно пързаляне и билярд. Клубът има 11 394 членове. Цветовете на Арминия са черно, бяло и синьо. Името на клуба произлиза от името на предводителя на херуските Арминий, който разгромява римската армия в битката в Тевтобургската гора.
Арминия Билефелд е известен най-вече с професионалния си футболен отбор, който играе в Първа Бундеслига. През 1971 г. клубът е замесен в скандал в Бундеслигата, след като подкупват опонентите си.
Арминия играят домакинските си мачове на стадион Билефелдер Алм (Bielefelder Alm) от 1926 г. През 2004 г. стадионът е преименуван на ШюкоАрена (SchücoArena).

## Етимология
Клубът е кръстен на германския командир Арминий, живял в първи век след Христа. Той става известен с това, че ръководи войската на древно германско племе и успява да победи римляните в Тевтобургската гора. След тези битки Римската империя губи значителна част от Германия.
Тимът от Билефелд неслучайно е кръстен на този пълководец. Градът е основан през 1214 година точно на територията на Тевтобургската гора. Така Арминий без да подозира изиграва важна роля в историята на Билефелд. Затова основателите на футбола решават да сложат името му в това на клуба.

## Успехи

### Шампионати
- Първенец на Втора Бундеслига (3): 1978, 1980, 1999;
- Първенец на Регионална лига Запад/Югозапад (1): 1995;
- Западногермански шампион (2): 1922, 1923;
- Шампион на Вестфалия (11): 1912, 1921, 1922, 1923, 1924, 1925, 1926, 1927, 1933, 1962, 1990;
- Вечно класиране на Първа Бундеслига: 21. място, 598 точки.

### Купи
- Носител на Западногерманската купа (2): 1966, 1974;
- Носител на Вестфалската купа (2): 1908, 1932.

## Български футболисти
- Ивайло Андонов: 1995/96 - (20 мача - 2 гола)
- Галин Иванов: 2011 (8 мача / 0 гола)